# Shenavan, Armavir
Shenavan là một đô thị thuộc tỉnh Armavir, Armenia. Dân số ước tính năm 2011 là 1894 người.